# Berkeneenstaart
De berkeneenstaart (Drepana falcataria) is een nachtvlinder uit de familie Drepanidae (eenstaartjes). De spanwijdte bedraagt tussen de 27 en 35 millimeter.

♂
♂ △
♀
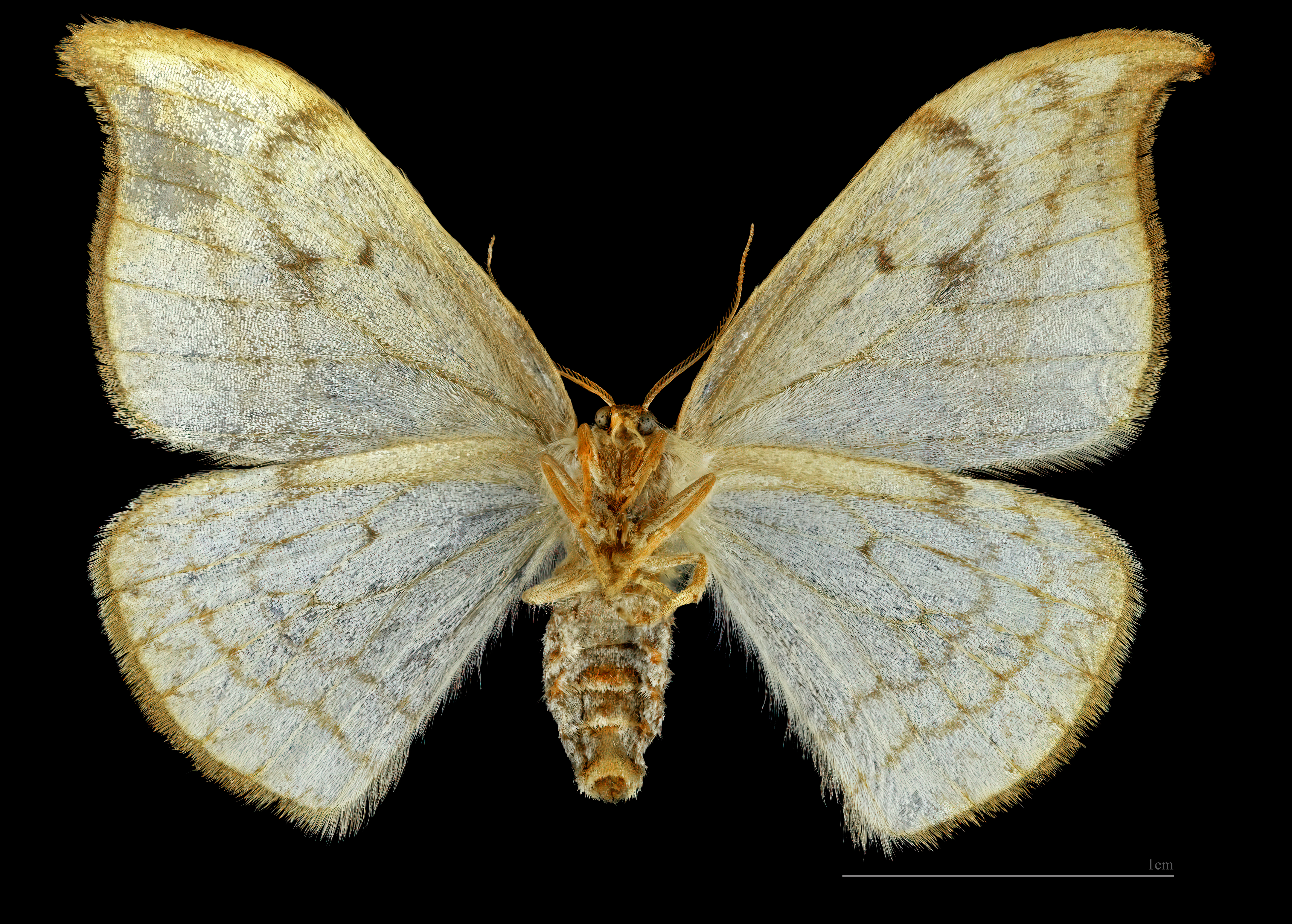
♀ △

De voornaamste waardplanten van de rups zijn berken. Daarnaast wordt soms ook de zwarte els door de rupsen gebruikt.
Elk jaar vliegen twee generaties, de eerste van april tot en met juni en de tweede van juni tot en met augustus. Het is een algemene vlinder in Europa die overal waar berken voorkomen, kan worden aangetroffen. Het verspreidingsgebied loopt via Siberië tot in het noorden van Oost-Azië.